# Tom & Jerry (cocktail)
Pour les articles homonymes, voir Tom et Jerry (homonymie).
Le Tom & Jerry est un cocktail reconnu comme grand classique de Noël aux États-Unis, variante du lait de poule servi lors de Thanksgiving.

## Onomastique
Le nom ne provient pas des ouvrages de Jerry Thomas, même si ce dernier contribua à le rendre populaire ; certaines sources révèlent que le cocktail est postérieur à son référencement : dans la décennie des années 1820, le nom de la variante Tom & Jerry fait référence au livre et à la pièce de théâtre Life in London or, the Day and Night Scenes of Jerry Hawthorn du journaliste britannique Pierce Egan (1772–1849), journaliste sportif et écrivain populaire, qui mit la recette (alors composée simplement de lait de poule et de Brandy ou Cognac) au point lors de la cérémonie de lancement à la sortie de son livre,.
Les doses recommandées incluent :
- 1 dose de Cognac,
- 1 dose de rhum brun,
- 3/10 cuiller à café de sucre en poudre,
- 4/10 de vermouth rouge,
- Noix de muscade en poudre,
- pas plus de 3 clous de girofle,
- eau bouillante pour compléter

## Médias
La boisson parut après sa création et son référencement dans la nouvelle de Damon Runyon Dancing Dan's Christmas : « Ce Tom et Jerry tout chaud est une très ancienne boisson, autrefois consommée par tout le monde dans ce pays afin de célébrer la fête de Noël, et en fait elle atteint à une certaine époque une popularité telle que beaucoup de gens croyaient que la fête de Noël avait été créée uniquement pour fournir un prétexte à se servir un Tom et Jerry tout chaud, ce qui n'est absolument pas vrai bien entendu. »